# Trzciniec (szczyt)
Trzciniec (dawniej też Gruszka) (niem. Rohrs-Berg) - szczyt (469 m n.p.m.) w północnej części Grzbietu Wschodniego Gór Kaczawskich. Stanowi zakończenie grzbietu ciągnącego się na zachód od Bukowinki poprzez Marciniec, Rogacz, Dłużek, Chmielarz, Polankę po Trzciniec. Na południe od Trzcińca znajduje się boczne ramię odchodzące od Polanki ku południowemu zachodowi, zakończone szczytem Bielec.
Trzciniec zbudowany jest ze staropaleozoicznych skał metamorficznych pochodzenia wulkanicznego - zieleńców i łupków zieleńcowych oraz pochodzenia osadowego - fyllitów, łupków albitowo-serycytowych, chlorytowo-serycytowych i kwarcowo-serycytowych, z wkładkami marmurów (wapieni krystalicznych - kalcytowych i dolomitowych), należących do metamorfiku kaczawskiego. Marmury budują szczyt i południowe zbocza oraz wzniesienie Bielec. Były one eksploatowane w wyrobisku nieczynnego obecnie kamieniołomu Gruszka, które ciągnie się aż do Bielca. Stąd nazwa Gruszka była nadawana szczytowi Trzcińska oraz Bielca.
Szczyt i zbocza pokrywają łąki i niewielkie zagajniki.